# Toya obtusangula
Toya obtusangula är en insektsart som först beskrevs av Rauno E. Linnavuori 1957.  Toya obtusangula ingår i släktet Toya och familjen sporrstritar. Inga underarter finns listade i Catalogue of Life.